# Paolo Calcagno
Paolo Calcagno (født 29. januar 1966 i Nichelino) er en italiensk fodbolddommer som dømmer i den italienske liga Serie A. Han blev aktiv som dommer i 1994, og dømmer som linjedommer. Han har dømt et VM i fodbold, i 2010, hvor han var linjedommer for Roberto Rosetti fra Italien, og var også dommer i EM 2008 i Schweiz og Østrig. Hans første internationale kamp var kampen mellem Estland og Rusland den 30. marts 2005.